# 阿南市立橘小学校
阿南市立 橘小学校（あなんしりつ たちばなしょうがっこう）は、徳島県阿南市橘町大浦にある公立小学校。

## 概要

### 校訓
- 元気で仲良く進んで務めを果たしましょう

## 沿革
- 1874年（明治7年） - 橘小学校を創設。
- 1887年（明治20年） - 橘尋常小学校と改称。
- 1902年（明治35年） - 徳島県那賀郡橘浦村橘尋常高等小学校と改称。
- 1912年（大正元年）- 徳島県那賀郡橘町立橘尋常小学校と改称。
- 1927年（昭和2年） - 徳島県橘町立橘尋常高等小学校と改称。
- 1937年（昭和12年） - 徳島県那賀郡橘尋常高等小学校と改称。
- 1941年（昭和16年） - 徳島県那賀郡橘町国民学校と改称。
- 1947年（昭和22年） - 徳島県那賀郡橘小学校と改称。
- 1958年（昭和33年） - 町村合併により阿南市立橘小学校となる。

## 通学区域が隣接する学校
- 阿南市立見能林小学校（海を挟んで隣接）
- 阿南市立津乃峰小学校
- 阿南市立桑野小学校
- 阿南市立新野東小学校
- 阿南市立福井小学校
- 阿南市立椿小学校（海を挟んで隣接）